# جولة ريفيفال
كانت جولة ريفيفال ثاني جولة موسيقية فردية للمغنية الأمريكية سيلينا غوميز ، لدعم ألبومها الاستوديو المنفرد الثاني ريفيفال (2015). بدأت الجولة في لاس فيغاس ، نيفادا في مركز أحداث ماندالاي باي في 6 مايو 2016 ، واختتمت في أوكلاند ، نيوزيلندا في Vector أرينا 13 أغسطس 2016.
خططت غوميز للقيام بجولة في جميع أنحاء أوروبا وأمريكا اللاتينية ، لكنها اضطرت إلى الإلغاء بسبب القلق والاكتئاب الناجم عن مرض الذئبة.